# Р̌
Р̌ (minúscula: р̌; cursiva: Р̌ р̌) es una letra del alfabeto cirílico.
Р̌  es utilizada en el idioma nivejí, donde representa el vibrante múltiple alveolar sorda //r̥//.

## Códigos de computación
| Caracter                    | Р                                     | Р                                     | р                                   | р                                   | ̌                | ̌                |
| --------------------------- | ------------------------------------- | ------------------------------------- | ----------------------------------- | ----------------------------------- | --------------- | --------------- |
| Nombre unicode              | CYRILLIC CAPITAL LETTER ER WITH CARON | CYRILLIC CAPITAL LETTER ER WITH CARON | CYRILLIC SMALL LETTER ER WITH CARON | CYRILLIC SMALL LETTER ER WITH CARON | COMBINING CARON | COMBINING CARON |
| Codificación                | Decimal                               | hex                                   | dec                                 | hex                                 | dec             | hex             |
| Unicode                     | 1056                                  | U+0420                                | 1088                                | U+0440                              | 780             | U+030C          |
| UTF-8                       | 208 160                               | D0 A0                                 | 209 128                             | D1 80                               | 204 140         | CC 8C           |
| Numeric character reference | &#1056;                               | &#x420;                               | &#1088;                             | &#x440;                             | &#780;          | &#x30C;         |